# Reboxetina
A reboxetina, vendido sob as marcas Edronax e Norebox, entre outras, é um fármaco antidepressivo do tipo inibidor de recaptação de noradrenalina (IRN) potente e altamente seletivo. Esse medicamento é licenciado em mais de 50 países, inclusive no Brasil, porém nos Estados Unidos não recebeu aprovação pela Food and Drug Administration (FDA) em 2007.

## Mecanismo de ação
A inibição da recaptação resulta no aumento da disponibilidade da noradrenalina na fenda sináptica aumentando a transmissão de sinais noradrenérgicos, resultando em aumento na motivação, alerta e ânimo. O efeito clínico deste medicamento costuma aparecer após 14 dias da administração inicial.
Atua menos sobre receptores muscarínicos, histamínicos e serotoninérgicos, causando assim menos efeitos colaterais.

## Administração
Em doses de 8mg dia, dividida em duas doses, podendo aumentar para 10mg depois de 3 semanas. Seu efeito terapêutico só é visível a partir do 14o dia. Não deve ser consumido com comidas gordurosas.

## Farmacocinética
A reboxetina é rapidamente absorvida após administração oral, e alcança em duas horas os níveis plasmáticos máximos (130 ng/ml). A taxa de absorção é atrasada quando consumida com uma refeição rica em gorduras. Cerca de 97% de reboxetina ligam-se às proteínas do plasma. Várias vias estão envolvidas no metabolismo hepático de reboxetina incluindo hidroxilação, desalquilação oxidativa via a CYP3A4 para conjugação de metabolitos inativos. A meia-vida da reboxetina é de 12 a 16 horas. A principal via de eliminação é renal (78%), com uma quantidade menor excretada nas fezes. Apenas 10% da dose é excretada de forma inalterada.

## Efeitos adversos
Os efeitos mais comuns foram: boca seca, constipação, insônia, aumento do suor, taquicardia, tontura, retenção urinária e impotência em pacientes tratados com doses superiores a 8 mg/dia.

## Eficiência
Em três estudos duplos-cegos, aleatórios, paralelos, multicêntricos, contra placebo, em humanos, realizados em 1988 e 2000 a reboxetina provou ser tão eficaz quanto a fluoxetina no tratamento da depressão e causar muito menos efeitos colaterais.
Porém, sua eficiência não foi significativa em pesquisa do instituto científico alemão Institut für Qualität und Wirtschaftlichkeit im Gesundheitswesen (IQWiG, em português:  Instituto para a qualidade e racionalização de meios no sistema de saúde, criado por lei federal em 2004) no seu relato publicado em novembro de 2009, comparando os resultados obtidos em 17 ensaios clínicos com reboxetina. Pelo contrário, mostrou causar mais desistência ao tratamento e efeitos colaterais do que a fluoxetina e placebo.